# پرنده‌ای روی سیم
«پرنده‌ای روی سیم» (به انگلیسی: Bird on the Wire) یکی از ترانه‌های معروف و از شناسه‌های موسیقایی لئونارد کوهن است. این ترانه در ۲۶ سپتامبر ۱۹۶۸ در نشویل ضبط شده‌است و یکی از ترانه‌های آلبوم ۱۹۶۹ کوهن به‌نام ترانه‌هایی از یک اتاق است. نسخهٔ دیگری از این ترانه که در ماه مه ۱۹۶۸ با عنوان «مانند یک پرنده» و به تهیه‌کنندگی دیوید کرازبی ضبط شده بود در سال ۲۰۰۷ و در آلبوم ریمستر شده منتشر شد. جودی کالینز اولین هنرمندی بود که «پرنده‌ای روی سیم» را بازخوانی کرد و آن را در آلبوم چه کسی می‌داند زمان کجا می‌رود (۱۹۶۸) منتشر کرد.
در سال ۱۹۶۰ کوئن به همراه دوست‌دخترش، «ماریَن» در جزیرهٔ هیدرای یونان روزگار می‌گذراند (زنی که کوئن ترانهٔ «به امید دیدار، ماریَن» را برای او سروده‌است و تصویر سیاه و سفیدش بر پشت جلد آلبوم ترانه‌هایی از یک اتاق نقش بسته‌است). ماریَن به کوئن کمک کرد تا از افسردگی که به آن دچار شده‌بود رهایی یابد و دوباره به سراغ گیتارش برود. کوئن با الهام خاطرات از شب‌های مستی و پس از دیدن پرنده‌ای که روی یکی از سیم‌های تلفن تازه نصب‌شده در هیدرا نشسته بود سرودن ترانهٔ «پرنده‌ای روی سیم» را آغاز کرد.
«پرنده‌ای روی سیم» تا به‌امروز بارها توسط خوانندگان مختلف بازخوانی شده‌است.

## پی‌نوشت
1. ↑  Songs from a Room
2. ↑  Who Knows Where the Time Goes
3. ↑  So Long, Marianne